# كاثلين غرابر
كاثلين غرابر (بالإنجليزية: Kathleen Graber)‏ هي كاتِبة وشاعرة أمريكية، ولدت في 21 أكتوبر 1959.